# Томенко Віктор Петрович
Віктор Петрович Томенко (рос. Виктор Петрович Томенко; нар. 12 травня 1971 року, Норильськ, Красноярський край, СРСР) — російський політичний і державний діяч. Губернатор Алтайського краю з 17 вересня 2018 року.

## Біографія
Віктор Петрович Томенко народився 12 травня 1971 року у місті Норильськ, Красноярського краю Росії у родині працівника гірничорудного комбінату та педагога. Школу закінчив з відзнакою. У 1993 році заочно закінчив Норильський індустріальний інститут (нині — Заполярний державний університет імені М. М. Федоровського) за спеціальністю «Економіка та управління у кольоровій металургії», інженер-економіст.
30 травня 2018 р. президент Росії Володимир Путін призначив Віктора Томенко тимчасово виконуючим обов‘язки губернатора Алтайського краю у зв'язку з достроковою відставкою голови регіону Олександра Карліна.
9 вересня 2018 р., у єдиний день голосування, обрано губернатором Алтайського краю. За нього віддали 53,61 % голосів виборців (балотувався від політичної партії «Єдина Росія»). Інавгурація Віктора Томенко відбулася 17 вересня того ж року.
З грудня 2018 р. — член партії «Єдина Росія». Входить до складу президії регіональної політичної ради осередку партії в Алтайському краї.
Член президії Державної ради РФ. З грудня 2020 р. — голова комісії Держради за направленням «Сільське господарство».

## Санкції
З липня 2022 року за підтримку війни Росії проти України під санкціями Великої Британії.
З 15 грудня 2022 року - під санкціями США, оскільки "забезпечує виконання призову громадян у відповідь на нещодавній російський наказ про мобілізацію".
19 серпня 2022 року потрапив під санкції Канади через "триваючі порушення Росією суверенітету і територіальної цілісності України та незаконну окупацію Криму".
За аналогічними підставами перебуває в санкційних списках України, Австралії та Нової Зеландії.

## Особисте життя
Віктор Томенко має дружину Тетяну. Разом вони виховали доньку Галину.